# Bora (615)
Bora (em russo: Бора́) é uma corveta russa de mísseis guiados, da classe Bora da Marinha Russa, sendo o navio líder da classe.

## Serviço
O navio foi construído no Estaleiro de Zelenodolsk.
O Bora é o maior em seu subgrupo entre os navios de combate de alta velocidade da Rússia e do mundo, utilizando uma plataforma hidrodinâmica — um catamarã com sustentação aerostática por colchão de ar.
Após testes operacionais, foi incorporado em 1997 às forças de prontidão permanente da Frota do Mar Negro.
Faz parte da 41.ª brigada de lanchas-mísseis da Frota do Mar Negro da Rússia, tendo sido baseado na base naval da Crimeia.
Desde 2015, encontra-se em reparo, tendo iniciado a fase final da manutenção em janeiro de 2022.

## Comandantes
- Capitão de 2ª classe Nikolai Goncharov [4]
- Capitão de 2ª classe Dmitry Efremov [4]

## Literatura
- Шадрин А. «Бора» — убийца авианосцев (рус.) // Ориентир : журнал. — 2015. — Октябрь (№ 10). — С. 34—35.